# Dahlia TV
Dahlia TV è stata una piattaforma televisiva a pagamento per la televisione digitale terrestre. La piattaforma era offerta da Dahlia TV S.r.l. e destinata al mercato italiano.
Secondo quanto dichiarato dal provider la piattaforma mirava a coprire un ampio target commerciale, con canali tematici riguardanti calcio, sport e sport estremi, eros e cinema per adulti.
Già conosciuta in Svezia come Boxer ed in Finlandia come Plus TV, è stata presente anche per un breve periodo in Spagna con lo stesso nome della versione italiana.

## Storia

Comunicato di chiusura di Dahlia TV presente sul sito web

Dahlia TV partì ufficialmente il 7 marzo 2009 in sostituzione di Cartapiù (la pay tv di LA7), ampliandone in modo significativo l'offerta. Nel primo anno arrivò a un totale di 450.000 abbonati.
Nel mese di luglio 2009 partì ufficialmente la nuova formula di pagamento dahlia TV dal nome dahlia Facile e il 28 settembre dello stesso anno alle ore 18.00, il canale Dahlia Explorer ha iniziato le sue trasmissioni.
La società organizzò per la sua promozione un torneo amichevole, denominato "Dahlia Cup". Esso consisteva in un triangolare fra Catania, Cagliari e Fiorentina. La prima ed unica edizione si svolse il 2 agosto 2009 allo Stadio Angelo Massimino di Catania, e vide la vittoria della squadra di casa.
Nel mese di dicembre 2009 Dahlia Sport acquistò i diritti della Coppa di Lega francese.
Il 1º febbraio 2010 il canale Dahlia Sport 2 iniziò ufficialmente a trasmettere (prima il canale era usato quando venivano trasmessi più incontri, in diretta e in contemporanea).
Dall'11 giugno sino alla fine dei mondiali su Dahlia Sport ogni sera dalle 23.00 Aldo Biscardi e Sara Ventura hanno presentato Fratelli d'idahlia, programma dedicato al Campionato mondiale di calcio 2010 in Sudafrica. Tra gli ospiti in studio, inviato in Sudafrica per Dahlia TV c'era Massimo Caputi che rimaneva in collegamento in diretta con lo studio di Roma tra opinioni, interviste e news. Il programma è andato in onda tutte le sere tranne nelle giornate di stop del Mondiale ed è stato visibile anche ai clienti che avevano un abbonamento Dahlia Silver.
Il 12 giugno 2010 è stato lanciato il nuovo canale Dahlia Extra che aveva una programmazione rivolta ad un pubblico giovane anche con concerti, backstage e casting di «Belle di Dahlia».
Nei campionati 2009/2010 e 2010/2011 Dahlia TV è stato lo sponsor del Cagliari e del Torino.
Il 26 agosto 2010 partì il nuovo canale tematico "Palermo Channel TV", dedicato esclusivamente alla squadra rosanero. Poco dopo, Dahlia acquista i diritti della Celtic League di rugby (in cui giocano due squadre italiane, Benetton Treviso e Aironi Viadana).
Nel mese di ottobre il canale Dahlia Eros che trasmetteva film erotici e anime è stato cancellato. Il motivo della sua eliminazione probabilmente è stato quello dello spazio sul mux dopo che è stato aggiunto un canale Adult.
Per la stagione 2010/2011 Dahlia aveva in programma di trasmettere tutti gli anticipi, tutti i posticipi e le partite in casa e in trasferta di Cagliari, Catania, Cesena, Chievo, Lecce, Parma, Sampdoria, Udinese. Sono stati trasmessi in esclusiva parziale il campionato di Serie B con tutti gli anticipi e posticipi e tutti i gol di ogni giornata. Tutte le news del calcio nazionale e internazionale sono state seguite da ben 13 nuovi programmi in onda tutti i giorni.
Alla fine del mese di ottobre 2010, Dahlia contava circa 850.000 abbonati.
Il 10 gennaio 2011 la società è stata messa in liquidazione dai soci a causa dei risultati negativi della vendita degli abbonamenti (300.000 contro i 350.000 necessari al pareggio dei debiti). Il 31 gennaio 2011 alla riunione dei soci il maggiore azionista Airplus ha comunicato la decisione di liquidare la società.
Il 24 febbraio Dahlia TV riconsegna alla Lega di Serie A e di Serie B i suoi diritti e il giorno dopo alle ore 19:00 annuncia la definitiva chiusura.
Il 14 marzo vengono eliminati definitivamente tutti i canali Dahlia dal mux TIMB 2. Ne rimane solo uno sul canale 401 con la denominazione "DAHLIA TV" che mostra il cartello di chiusura delle trasmissioni. Il 31 marzo è stato eliminato anche il canale "DAHLIA TV", che mostrava il cartello di chiusura.
Secondo l'opinione de Il Fatto Quotidiano, Telecom Italia avrebbe incassato 20 milioni di euro all'anno da Dahlia Tv («prima che Dahlia spirasse sotto questo peso»), affittando i canali ottenuti in più rispetto a LA7 e a MTV, che aveva prima.

## Contenuti offerti
L'offerta di Dahlia Tv era rivolta principalmente ad un pubblico maschile con contenuti che spaziavano dallo sport (con un riguardo particolare al calcio e agli sport estremi) all'intrattenimento proponendo documentari, concerti e contenuti per adulti. Complessivamente l'offerta era composta da 16 canali suddivisi in:
- 8 canali dedicati allo sport (5 attivi solamente durante le partite di calcio)
- 3 canali dedicati all'intrattenimento
- 4 canali dedicati a contenuti per adulti

### Dahlia Sport
Erano 2 canali sportivi dedicati allo sport in generale, in particolare calcio, vela, motori, boxe e rugby, con uno spazio riservato al poker con tutti i più importanti tornei professionistici europei e mondiali.
Responsabile dei contenuti per i canali sportivi era Maurizio Biscardi.

### Dahlia Calcio
Offerta dedicata alla Serie A sui canali Dahlia Calcio 1, 2, 3, 4, 5.
Oltre alla massima divisione, con tutte le partite di Cagliari, Sampdoria, Catania, Udinese, Parma, Chievo, Cesena e Lecce Dahlia Calcio offriva anche la Serie B trasmettendo, in esclusiva sul digitale terrestre, tutti gli anticipi e i posticipi e altre partite di Serie B, in più veniva trasmesso Dahlia Super Mosaico con tutti i gol e gli highlights di tutti gli altri incontri in diretta. Dahlia trasmetteva anche tutti i Play Off e i Play Out in diretta.

### Dahlia Extra
Dahlia Extra era il canale dedicato agli eventi, le cui trasmissioni erano attive in specifiche occasioni.
Dal 15 giugno 2010 trasmetteva tutti i giorni dalle ore 14 alle ore 16 circa e dalle ore 18 alle ore 20 (l'orario poteva variare in funzione della capacità di banda sul multiplex, con le trasmissioni che venivano cambiate d'orario nei giorni in cui andavano in onda molti eventi calcistici) contenuti musicali e di intrattenimento, tra cui un appuntamento quotidiano con il backstage di Gigi D'Alessio, concerti di cantanti italiani e internazionali, programmi di comici italiani emergenti, BravoGrazie. È l'unico canale dell'offerta dahlia ad essere trasmesso in 4:3 nativo.

### Dahlia Xtreme
Canale dedicato agli sport più estremi e quelli “adrenalinici” ma anche agli stili di vita più strani, i lavori più impensabili e i fight sports articolato su quattro diverse finestre editoriali:

### Dahlia Explorer
Dahlia Explorer era il primo canale in onda sulla televisione digitale terrestre a trasmettere a pagamento una programmazione documentaristica.
Il canale aveva iniziato ufficialmente le sue trasmissioni il 28 settembre 2009 alle ore 18.00 come scritto sul cartello prima delle trasmissioni e il primo programma che fu mandato in onda è "Steve e i 60 Animali più pericolosi. I contenuti del canale erano: natura, scienza e ingegneria, lifeStyle e crimine (quest'ultimo trasmettendo in 2 segmenti orari programmi dell'emittente televisiva statunitense TruTv, in onda anche con il proprio logo).
Il Responsabile dei contenuti dei canali era Giuseppe Musci.

### Dahlia eros
Si trattava della prima emittente italiana interamente dedicata all'erotismo. Le trasmissioni spaziavano dai film alle serie tv, fino ai cartoni animati dedicati. Il canale, pensato per un'audience sia maschile che femminile, parte dalla commedia sexy italiana degli anni '70 per divenire più pornografica all'avvicinarsi della notte.
Testimonial del canale era Roberta Gemma che intratteneva il canale con piccoli siparietti a sfondo sexy tra un programma e l'altro andando a diventare sempre più spinti man mano che si avanzava con la fascia notturna.

#### Serie Anime
Dal 21 dicembre 2009 il canale ha iniziato a trasmettere anime in seconda serata in versione integrale senza tagli e censure.
Tra i titoli che sono stati in programmazione:
- Gantz
- Speed Grapher
- My My My - Consulenze particolari
- Advancer Tina
- La clinica dell'amore
- Il vagone del piacere
- Professione infermiera
- Il segreto del Necromicon
- La clinica dell'orrore
- Loto scarlatto

### Palermo Channel TV
Si trovava nella posizione 420 per chi avesse attivato la LCN; l'emittente ha iniziato le trasmissioni il 27 agosto 2010 ed era dedicata al Palermo Calcio. Si è trattata della sesta emittente televisiva d'una squadra calcistica e quinta a copertura nazionale.
Il canale trasmetteva news, partite del passato e del campionato in corso (audiocronaca in tempo reale, e cronaca con video in differita di tre ore), allenamenti in differita dai campi, conferenze stampa in versione integrale, interviste esclusive alla squadra, servizi e partite del settore giovanile, partite estive amichevoli, servizi inerenti a tutto l'ambito rosanero e collegamenti dallo stadio in diretta, pre e post partita di campionato e coppe.
L'iniziativa è stata presentata dall'amministratore delegato Rinaldo Sagramola il 3 giugno. Il direttore è stato Maurizio Biscardi (il figlio di Aldo), il vice direttore è stato Massimo Caputi, il responsabile della struttura giornalistica è stato Fabio Russomando.
Il 25 febbraio 2011 a seguito della chiusura di Dahlia TV anche Palermo Channel TV cessa le sue trasmissioni.

### Dahlia Adult
Si trattava della trasmissione in orario notturno e con sistema di controllo parentale di film per adulti, sui canali dahlia Adult 1, 2 e 3 e gay.
Negli ultimi mesi le emittenti aggiungono alle loro trasmissioni varie produzioni. Tra i testimonial, oltre a Roberta Gemma che partecipa, come ha fatto con i canali eros, con piccoli siparietti, ma molto più spinti; per sponsorizzare la programmazione di Natale 2009 ha partecipato anche Franco Trentalance.
Dahlia Adult 1 trasmetteva film legati alle pellicole più gettonate nel settore.
Dahlia Adult 2 trasmetteva film di genere lesbico, trans e teenager.
Dahlia Adult 3 trasmetteva film di genere adult sext, adult word, e adult amateur.
Dahlia Adult Gay trasmetteva film di genere gay.

#### Dahlia Adult Gay
Si trattava di un canale a pagamento Dahlia TV che trasmetteva film pornografici gay di qualsiasi genere, protetto da parental control.
Dahlia Adult Gay è stato lanciato il 1º ottobre 2010, come scissione dal canale Dahlia Adult 3, divenendo il quarto canale del pacchetto Dahlia Adult. Come gli altri, il canale è stato chiuso con il fallimento della società il 25 febbraio 2011.

## Servizi televisivi

### Canali televisivi

#### Televisioni gratuite
Unico canale gratuito della piattaforma era Dahlia Promo (LCN 400) che trasmetteva in continuazione i promo dei principali contenuti della piattaforma. Premendo il tasto rosso era possibile vedere la lista dei programmi trasmessi in quel momento dai singoli canali di Dahlia.

#### Televisioni a pagamento
- Dahlia Sport (LCN 401)
- Dahlia Sport 2 (LCN 402)
- Dahlia Explorer (LCN 403)
- Dahlia Xtreme (LCN 404)
- Dahlia Extra (LCN 414)
- Palermo Channel TV (LCN 420)
- Dahlia Calcio 1 (LCN 421)
- Dahlia Calcio 2 (LCN 422)
- Dahlia Calcio 3 (LCN 423)
- Dahlia Calcio 4 (LCN 424)
- Dahlia Calcio 5 (LCN 425)
- Dahlia Adult 1 (LCN 444)
- Dahlia Adult 2 (LCN 445)
- Dahlia Adult 3 (LCN 446)
- Dahlia Adult Gay (LCN 447)
- Dahlia Eros (LCN 448)
- Dahlia Super Mosaico (LCN 449)

### Pacchetti

#### Dahlia 3 mesi
Tutti i canali di Dahlia TV per 3 mesi a 57 euro.

#### Dahlia Silver
Dahlia Sport, Dahlia Explorer e Dahlia Eros per 12 mesi a 99 euro.

#### Dahlia Gold
Tutti i canali di Dahlia TV per 12 mesi a 149 euro.

## Dotazioni per l'utente
Per poter fruire della programmazione Dahlia TV era necessario disporre di una smart card acquistabile nelle ricevitorie, nei negozi di elettronica, nei supermercati e in edicola (per chi attivava il servizio di pagamento dahlia Facile e non aveva una smart card, dahlia TV inviava gratuitamente la smart card Dahlia); di un decoder digitale terrestre interattivo MHP (con bollino Blu certificato da DGTVi) o un televisore con il digitale terrestre integrato predisposto per la visione dei canali Pay per View del digitale terrestre (con bollino Bianco certificato da DGTVi).